# Not on Top
Albums de Herman Düne
Mash Concrete Metal Mushrooms
(2003) Giant
(2006)
Not on Top est un album de Herman Düne, paru en 2005 chez Track And Field. Il a été enregistré aux Hall Place Studios de Leeds en son monophonique, avec la participation de Julie Doiron (basse, voix et ukulélé) et les voix de Lisa Li-Lund, Dave Tatersall, Rachel Mac Watt, Gill Iles et Alice Hubley.

## Liste des morceaux
1. Little Wounds
2. Not on top
3. Had I Not Known
4. Walk, Don't Run
5. Slow Century
6. This Will Never Happen
7. German Green
8. Recording Farfisa
9. You Could Be a Model Goodbye
10. Seven Cities
11. Good For No One
12. Orange Hat
13. Whatever Burns the Best Baby
14. Eleven Stones
15. Warning Spectrum